# 下城門水塘
下城門水塘（英語：Lower Shing Mun Reservoir）位於香港新界針山以南，處於城門水塘下游的一段俗稱城門峽的峽谷地帶。它始建於1961年，1964年竣工，於1965年開始供水，為香港在二戰後興建的中型水塘，容水量429萬9,000立方米，是船灣淡水湖供水計劃一部份，亦是位於郊野公園範圍以外的少數水塘之一。

## 規劃及用途

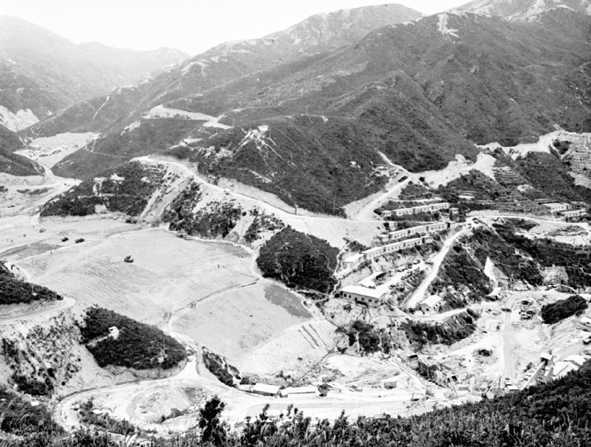
1964年啟用前的下城門水塘

1950年代因為人口大幅增加，導致食水短缺問題日益嚴重，當時的香港政府除了在船灣修築水壩，實現建造船灣淡水湖的構思，同時修建輸水管道，將淡水湖的儲水轉運到沙田濾水廠。為了有效調節輸水量，避免超出沙田濾水廠接收能力，因此需要在沙田區建立大型儲水設施。此外，當時的城門水塘在雨季滿溢後，只能將溢流經城門峽排放到沙田海，造成食水浪費，因此工務司署便有在城門峽修築水壩的構想，一方面可調節對沙田濾水廠的輸水量，另一方面又可減少城門水塘滿溢的浪費，並可減少因為城門水塘排洪及城門峽的天然水流，導致大圍及沙田出現嚴重水浸的機會。下城門水塘於1961年動工，1964年完工，1965年啟用。
與1937年建成的城門水塘及在同期建造的船灣淡水湖不同，下城門水塘以調節水流為主要建造目的，當大埔頭抽水站輸水過多或城門水塘滿溢時提供緩衝作用，並作為後備儲水之用，其建造之初並非以收集溪流及天雨降水為主要目的，其水源主要來自城門水塘滿溢的溢流及沙田濾水廠未能及時接收的供水，而其所在的城門峽，將天然溪流引流到下城門水塘的引水道系統規模較小，所以下城門水塘的存水水位比城門水塘低。即使香港水塘的總存水量佔最大儲水量的55%，下城門水塘卻僅及其最大儲水量的2.2%，在旱季末期更會發生局部乾涸的情況，但此情況並非不正常。而為了減少九龍水塘滿溢排洪造成的浪費，及充分利用下城門水塘的可供儲水量，因此在2018年落實建造連通兩者的輸水隧道，將部分九龍水塘的儲水輸送到下城門水塘，將可解決下城門水塘長期儲水偏小的問題。

## 設施
下城門水塘的水源除了來自城門峽附近走私凹及草山的溪流，也有來自城門水塘排洪及由大埔頭抽水站的來水（包括船灣淡水湖及東江水），在主壩下方有一個小型供應塘，先將下城門水塘的儲水作初步沉澱，再由輸水隧道送到沙田濾水廠。下城門水塘內建有鐘形溢流口，當水位過高時，溢出的水可由經溢洪道排放到城門河。水塘的主壩位於沙田大圍富山，壩面種有翠綠的草皮，是放遙控模型飛機的熱點，亦曾經是多齣香港電影及電視劇取景之處。在香港古物古蹟辦事處評級的香港歷史建築中被誤稱為「菠蘿壩」，而「菠蘿壩」實際上是上城門水塘的副壩。

## 水塘間轉運隧道計劃

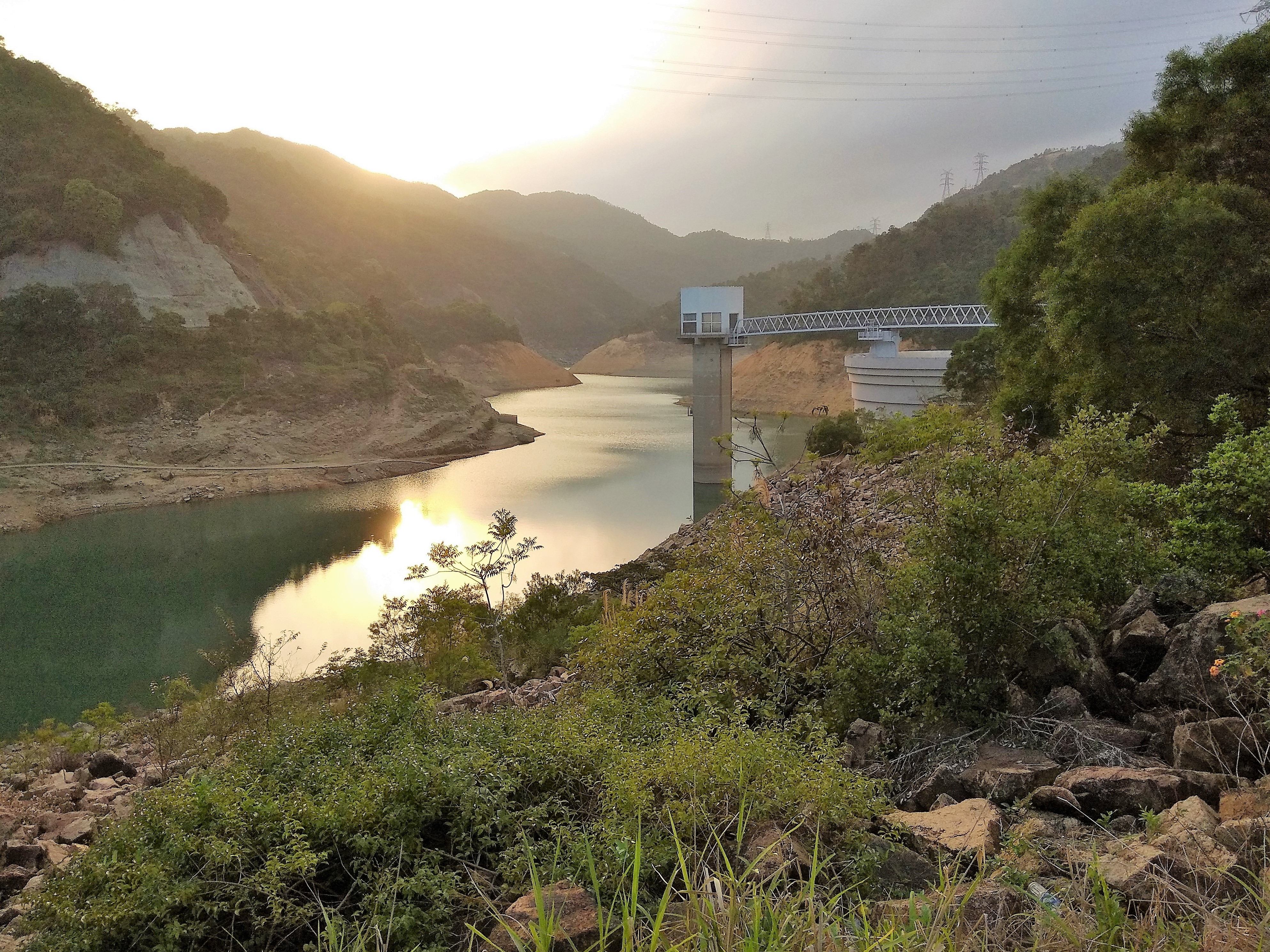
下城門水塘

由於下城門水塘主要作為輸水調節及緩衝用的集水區，其存水量長期偏低，仍有餘裕接收更多水源。為紓解深水埗、長沙灣和荔枝角在暴雨期間的水浸問題，香港渠務署於2002年10月展開了「荔枝角雨水轉運計劃」，原意是截取上游地方腹地的地面徑流、九龍水塘（包括九龍水塘、九龍接收水塘及九龍副水塘）和石梨貝水塘的溢流，再經一條擬建的雨水排放隧道，直接引入維多利亞港排放。研究方案期間，渠務署和水務署認為最具效益的方法是把九龍水塘的溢流，轉運至下城門水塘，再經現有的轉運系統，運送至沙田濾水廠進行處理，可大幅減少排放到荔枝角區雨水排放系統的流量，並將溢出的水流作為下城門水塘的水源。因此加建另一條長約2.8公里、直徑3米的輸水隧道隧道，將九龍水塘的溢流轉移到下城門水塘，平均每年多提供約250萬立方米的原水，更可節省約6,000萬港元或5.3%的整體建設費用。但是，此計劃一直要到2018年，才交上立法會工務小組委員會審議，其後獲得通過並動工。整項工程由布依格土木承建，2022年10月完工，工程造價約12.2億港元。

## 損毀歷史建築

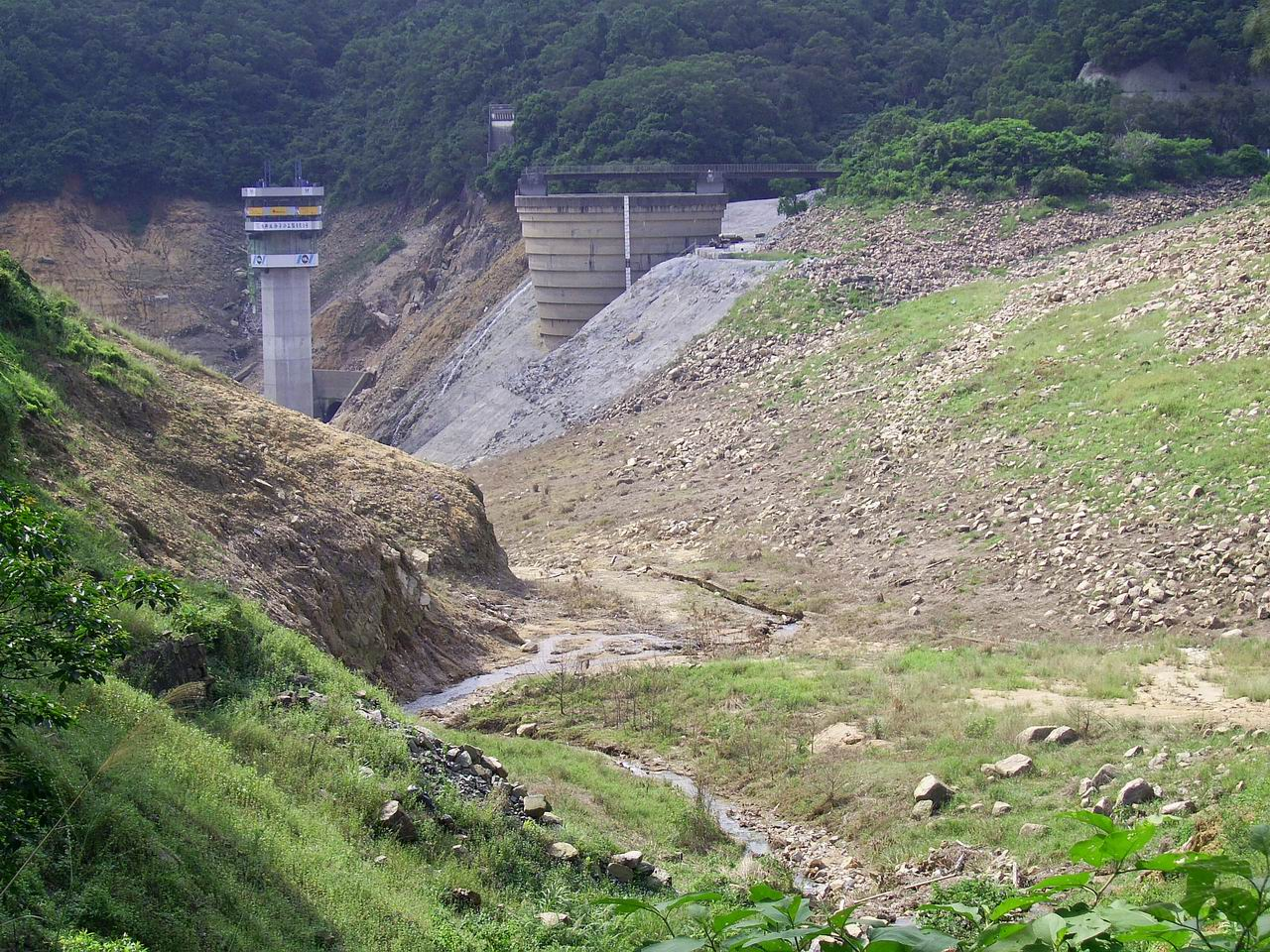
下城門水塘鐘形溢流口、鐵橋及新建的水掣塔

建於水塘邊被列為香港一級歷史建築由小橋連接的水掣塔，高40多公尺，直徑6.7公尺，石屎厚約1.2公尺，有40多年歷史，於2007年6月發現底部破裂，水務署30多名職員到場調查，並派出潛水員下水檢驗，疑因塘底地基移位，令塔身損毀，出現一處高4公尺、闊3公尺面積的損毀，雖無即時倒塌危險，但因維修有困難及危險性，故決定拆卸另建新塔。為減少拆卸期間之危險，工程人員利用鋼纜將這坐水掣塔拉至自己倒塌。

## 事故
2010年7月22日，颱風燦都襲港；天文台發出黑色暴雨警告信號，期間導致2名分別19歲和22歲的青年失蹤，而屍體於5日後被尋獲，死因庭和漁農自然護理署正跟進事件。
2022年4月，水塘因為乾涸見底，部分位置露出塘底及砂石，吸引不少市民到塘底拍攝。4月9日，一名54歲關姓男遊客懷疑不小心滾落山坡，雖然由直昇機救起送院，但最後不治，據悉死者是關詠荷胞弟，亦即張家輝之舅仔。翌日也一名男子在山坡跌落十米，頭破血流。

## 歷史建築
下城門水塘內有多座歷史建築，詳細資料列於下表：
| 名稱                 | 照片 | 歷史評級     | 落成年份 | 補充資料                                                                               |
| -------------------- | ---- | ------------ | -------- | -------------------------------------------------------------------------------------- |
| 下城門水塘主壩       |      | 三級歷史建築 | 1966年   | 香港古蹟辦評級的香港歷史建築中 被誤稱為「菠蘿壩」，「菠蘿壩」 實際是上城門水塘的副壩。 |
| 下城門水塘供水槽     |      | 三級歷史建築 | 1966年   |                                                                                        |
| 下城門水塘閘主軸     |      | 二級歷史建築 | 1966年   |                                                                                        |
| 下城門水塘導流壩     |      | 二級歷史建築 | 1966年   |                                                                                        |
| 下城門水塘鐘形溢流口 |      | 二級歷史建築 | 1966年   |                                                                                        |

## 外部連結
- 水務署：城門水塘及下城門水塘